# Hyperestezie
Hyperestezie (řecky: hyperaisthesis, složenina slov hyper = více, a aisthesis = cítění; latinsky: hyperaesthesia) nebo také přecitlivělost, je nenormální, chorobně zvýšená citlivost na senzorické podněty. Hyperestezie je nejčastější při poruchách periferních nervů a zvýšená citlivost se týká dotyku. Hyperestezie může znamenat i psychické zvýšení vnímavosti při duševních poruchách.